# Maximilian Arnold
Pour les articles homonymes, voir Arnold.
Maximilian Arnold, né le 27 mai 1994 à Riesa, est un footballeur international allemand. Il évolue au poste de milieu de terrain au VfL Wolfsburg.

## Carrière
Maximilian Arnold, né à Riesa en Allemagne, a été formé au Dynamo Dresde avant de rejoindre Wolfsburg en 2011. Il devient le plus jeune joueur du club à faire ses débuts en Bundesliga à 17 ans et s'impose progressivement comme un élément clé de l'équipe. Après avoir aidé Wolfsburg à se qualifier pour l'Europe, il joue un rôle important lors de la saison 2014-15, où le club finit deuxième de Bundesliga et remporte la Coupe d'Allemagne.
Il participe ensuite à la Supercoupe d'Allemagne et à la Ligue des champions, où il marque contre le Real Madrid en quart de finale. Malgré des difficultés en championnat, il prolonge son contrat en 2018 et continue d’être un joueur essentiel. En novembre 2019, il atteint les 200 matchs en Bundesliga.

## Statistiques
| Saison                | Club                  | Championnat           | Championnat | Championnat | Coupe(s) nationale(s) | Coupe(s) nationale(s) | Compétition(s) continentale(s) | Compétition(s) continentale(s) | Compétition(s) continentale(s) | Total | Total |
| Saison                | Club                  | Division              | M.          | B.          | M.                    | B.                    | Comp.                          | M.                             | B.                             | M.    | B.    |
| 2011-2012             | VfL Wolfsburg         | Bundesliga            | 2           | 0           | -                     | -                     | -                              | -                              | -                              | 2     | 0     |
| 2012-2013             | VfL Wolfsburg         | Bundesliga            | 6           | 3           | 1                     | 0                     | -                              | -                              | -                              | 7     | 3     |
| 2013-2014             | VfL Wolfsburg         | Bundesliga            | 28          | 7           | 3                     | 0                     | -                              | -                              | -                              | 31    | 7     |
| 2014-2015             | VfL Wolfsburg         | Bundesliga            | 27          | 4           | 5                     | 2                     | C3                             | 8                              | 0                              | 40    | 6     |
| 2015-2016             | VfL Wolfsburg         | Bundesliga            | 31          | 3           | 3                     | 0                     | C1                             | 10                             | 1                              | 44    | 4     |
| 2016-2017             | VfL Wolfsburg         | Bundesliga            | 32+2        | 2+0         | 2                     | 0                     | -                              | -                              | -                              | 36    | 2     |
| 2017-2018             | VfL Wolfsburg         | Bundesliga            | 29+2        | 2+0         | 3                     | 0                     | -                              | -                              | -                              | 34    | 2     |
| 2018-2019             | VfL Wolfsburg         | Bundesliga            | 33          | 2           | 3                     | 0                     | -                              | -                              | -                              | 36    | 2     |
| 2019-2020             | VfL Wolfsburg         | Bundesliga            | 33          | 4           | 2                     | 0                     | C3                             | 9                              | 1                              | 44    | 5     |
| 2020-2021             | VfL Wolfsburg         | Bundesliga            | 30          | 3           | 3                     | 0                     | C3                             | 3                              | 0                              | 36    | 3     |
| 2021-2022             | VfL Wolfsburg         | Bundesliga            | 34          | 4           | 1                     | 0                     | C1                             | 6                              | 0                              | 41    | 4     |
| 2022-2023             | VfL Wolfsburg         | Bundesliga            | 32          | 5           | 2                     | 0                     | -                              | -                              | -                              | 34    | 5     |
| 2023-2024             | VfL Wolfsburg         | Bundesliga            | 30          | 2           | 3                     | 0                     | -                              | -                              | -                              | 33    | 2     |
| 2024-2025             | VfL Wolfsburg         | Bundesliga            | 28          | 3           | 2                     | 0                     | -                              | -                              | -                              | 30    | 3     |
| Total sur la carrière | Total sur la carrière | Total sur la carrière | 379         | 44          | 33                    | 2                     | -                              | 36                             | 2                              | 448   | 48    |

## Palmarès

### VfL Wolsburg
- Vainqueur de la Coupe d'Allemagne en 2015.
- Vainqueur de la Supercoupe d'Allemagne en 2015.
- Vice-champion d'Allemagne en 2015.

### En équipe nationale
- Championnat d'Europe de football espoirs en 2017